# Сюджоуска битка
Сюджоуската битка е битка от Втората китайско-японска война. Проведена е през май 1938 г. между армиите на Република Китай и Японската империя.
През 1937 г. Северно-китайската японска армия преследва 29-а армия на Сун Джъюен на юг по протежение на железопътната линия Дзинпу след поражението в битката при моста Лугоу. След като печелят битката при Нанкин, японците напредват на юг, за да установят връзка между Пекин и Нанкин.
През март 1938 г. японските сили окупират северната част на Шандун, включително столицата Дзинан. Отбранителната линия по Хуанхъ е разкъсана. Под натиска от японските сили 64 китайски дивизии се събират около Сюджоу в Дзянсу, където е щаба на Пети военен район на Националната революционна армия. Генерал Итагаки Сейширо не прави опит да обгради китайските войски и атакува Тайърджуан, където е победен от Ли Дзунжън в Тайърджуанската битка.
След поражението Япония възнамерява да обкръжи Сюджоу и разполага Северно-китайската армия на север и Централно-китайската експедиционна армия на юг. Към Северно-китайската армия са придадени четири дивизии и две пехотни бригади, изтеглени от Квантунската армия.
Китайската армия нарежда разрушаването на дигите, задържащи Жълтата река, което печели време за подготовката на отбраната на Ухан, но наводнението унищожава голяма част от района около новото течение на реката и предизвиква голям брой жертви сред цивилното население. Приблизително 400 000 – 500 000 загинали и 3 милиона бежанци.
Японската армия печели битката и в крайна сметка превзема Сюджоу, но японските сили са твърде малки, за да сдържат големия брой обкръжени китайски войски. Повечето от китайските войници пробиват обкръжението на японските линии на запад или се разпръсват в провинцията като партизани. Китайските войски, които пробиват обкръжението, играят голяма роля в по-късните битки.